# سيرج ثايل
سيرج ثايل (بالفرنسية: Serge Thill)‏ هو لاعب كرة قدم لوكسمبورغي في مركز الهجوم، ولد في 29 يناير 1969 في مدينة لوكسمبورغ في لوكسمبورغ. شارك مع منتخب لوكسمبورغ لكرة القدم. أما مع النوادي، فقد لعب مع يونيون لوكسمبورغ.

## وصلات خارجية
- سيرج ثايل على موقع الاتحاد الدولي (مؤرشف)  (الإنجليزية)
- سيرج ثايل على موقع قاعدة بيانات كرة القدم.إي يو (الإنجليزية)
- سيرج ثايل على موقع ناشيونال فوتبول تيمز (الإنجليزية)
- سيرج ثايل على موقع Soccerway.com (الإنجليزية)